# Mysateles
Mysateles är ett släkte av gnagare som ingår i familjen bäverråttor.
Individerna blir 30,5 till 43 cm långa huvud och bål, har en 21 till 34 cm lång svans och väger 1,3 till 1,9 kg. På ovansidan är pälsen röd-, brun- eller svartaktig. Vid undersidan finns ljusare päls. Den är ofta vitaktig på bröstet och brunaktig längre bak. Svansen har ofta samma färg som ryggen. Arterna liknar Desmarests hutia (Capromys pilorides) i utseende men de har en längre svans och avvikande detaljer av skallens konstruktion.
Dessa gnagare lever i skogar och de klättrar i växtligheten. Trots sin storlek rör de sig ungefär som en ekorre. Släktets medlemmar är aktiva på natten. Mysateles prehensilis äter främst blad och troligen har de andra arterna samma föda.
Arter enligt Catalogue of Life och IUCN:
- Mysateles garridoi, hittades bara på ön Cayo Maja söder om Kuba, arten är kanske utdöd.
- Mysateles gundlachi, lever på Isla de la Juventud.
- Mysateles melanurus, hittas på östra Kuba.
- Mysateles meridionalis, förekommer på Isla de la Juventud.
- Mysateles prehensilis, lever på hela Kuba och på mindre öar framför norra kusten.

Wilson & Reeder (2005) godkänner inte arterna Mysateles gundlachi och Mysateles melanurus.